# Greg Grunberg
Gregory Phillip Grunberg (ur. 11 lipca 1966 w Los Angeles) – amerykański aktor telewizyjny i filmowy.

## Życiorys

### Wczesne lata
Urodził się w rodzinie żydowskiej jako syn Sandy (z domu Klein) i Gerry’ego Grunberga. Ma brata Bradleya. Ukończył University High School w Los Angeles.

### Kariera
Na szklanym ekranie debiutował w komedii CBS Oddaj mi męża (Stolen: One Husband, 1990) u boku Elliotta Goulda. Później pojawiał się gościnnie w serialach: Fox Melrose Place (1992), Lot na oślep (Flying Blind, 1992) z Téą Leoni i Coreyem Parkerem, Słoneczny patrol (Baywatch, 1994), sitcomie CBS Murphy Brown (1996), NBC Portret zabójcy (Profiler, 1999) i ABC Nowojorscy gliniarze (NYPD Blue, 2001).
Swoją karierę na dużym ekranie rozpoczął od udziału w filmie sci-fi Future Shock (1993). Następnie można go było dostrzec w kinowych produkcjach takich jak dreszczowcu Mroczne miasto (The Trigger Effect, 1996) z Kyle’em MacLachlanem, komedia romantyczna Zerwane zaręczyny (Dinner and Driving, 1997), dramat sci-fi Paula Verhoevena Człowiek widmo (Hollow Man, 2000) z Kevinem Baconem i Joshem Brolinem, zwariowana komedia Austin Powers i Złoty Członek (Austin Powers in Goldmember, 2002) czy dreszczowca sensacyjno-przygodowy J.J. Abramsa Mission: Impossible III (2006) u boku Toma Cruise. Wziął udział w przesłuchaniu do roli Freda Flintstone’a w komedii familijnej Flintstonowie: Niech żyje Rock Vegas! (The Flintstones w Viva Rock Vegas, 2000).
Popularność zdobył dzięki roli Seana Blumberga z serialu Warner Bros. Felicity (1998-2002) oraz jako Eric Weiss z serialu sci-fi ABC Agentka o stu twarzach (Alias, 2001-2006). W dwóch odcinkach serialu ABC Zagubieni (Lost, 2004, 2005) zagrał postać pilota. W 2006 przyjął rolę Matta Parkmana w serialu NBC Herosi (Heroes). Wystąpił również gościnnie w innych serialach kanału NBC: Dr House (House M.D., 2006), Efekt Zero (Zero Effect, 2006) i Detektyw Monk (Monk, 2006). W 2011 zagrał Hugo Mollera w grze L.A. Noire.

## Życie prywatne
19 grudnia 1992 poślubił Elizabeth Dawn Wershow. Mają trzech synów: Jake’a (ur. 1996), Bena (ur. 1999) i Sama (ur. 2003).

## Filmografia

### Filmy
- 1997: Mąż idealny (Picture Perfect) jako randkujący
- 1998: Zakręcony (Senseless) jako komentator Steve
- 2000: Człowiek widmo (Hollow Man) jako Carter Abby
- 2002: Austin Powers i Złoty Członek (Austin Powers in Goldmember) jako Shirtless Fan T
- 2003: Raperzy z Malibu (Malibu’s Most Wanted) jako Brett
- 2004: Ladykillers, czyli zabójczy kwintet (The Ladykillers) jako dyrektor od reklam telewizyjnych
- 2004: Connie i Carla (Connie and Carla) jako przewodnik po studio
- 2006: Mission: Impossible III jako Kevin
- 2009: Star Trek jako ojczym Jamesa T. Kirka / Wujek Frank
- 2013: Pająk gigant (Big Ass Spider!) jako Alex Mathis
- 2015: Gwiezdne wojny: Przebudzenie Mocy (Star Wars: The Force Awakens) jako Temmin „Snap” Wexley
- 2016: Star Trek: W nieznane (Star Trek Beyond) jako komandor Finnegan
- 2018: Narodziny gwiazdy (A Star Is Born) jako Phil, kierowca Jacksona
- 2019: Gwiezdne wojny: Skywalker. Odrodzenie (Star Wars: The Rise of Skywalker) jako Temmin „Snap” Wexley

### Seriale
- 1992: Melrose Place
- 1998: Diagnoza morderstwo (Diagnosis: Murder) jako Brad Carver
- 1998–2002: Felicity jako Sean Blumberg
- 2001: Nowojorscy gliniarze (NYPD Blue) jako Joey Schulman
- 2001–2006: Agentka o stu twarzach (Alias) jako Eric Weiss
- 2004, 2010: Zagubieni (Lost) jako Seth Norris (pilot)
- 2006: Detektyw Monk (Monk) jako Jack Leverett
- 2006: Dr House (House M.D.) jako Ronald Neuberger
- 2006–2010: Herosi (Heroes) jako Matt Parkman
- 2008–2009: Wariackie przypadki (Head Case) w roli samego siebie
- 2009: Super Hero Squad jako Ant-Man (głos)
- 2011: Miłość w wielkim mieście (Love Bites) jako Judd Rousher
- 2011: Hawaii Five-0 jako agent Jeff Morrison
- 2012: Świry (Psych) jako Jay
- 2012: Mega Spider-Man (Ultimate Spider-Man) jako Ben Parker (głos)
- 2012: Dzidzitata (Baby Daddy) jako Ray Wheeler
- 2012–2013: Lista klientów (The Client List) jako Dale
- 2013–2014: Masters of Sex jako Gene Moretti
- 2014: Hell’s Kitchen – gość
- 2015: Zabójcze umysły (Criminal Minds) jako Chris Callahan
- 2015–2016: Heroes: Odrodzenie (Heroes Reborn) jako Matt Parkman
- 2016–2017: Scenki z życia (Life in Pieces) jako Mikey
- 2016–2017: Flash (The Flash) jako Tom Patterson
- 2018: Zaplątane przygody Roszpunki (Rapunzel’s Tangled Adventure) jako William (głos)
- 2020: The Boys w roli samego siebie
- 2021: Simpsonowie (The Simpsons) jako szef bezpieczeństwa Bad Robot Productions (głos)

### Gry komputerowe
- 2005: Condemned: Criminal Origins jako Ethan Thomas
- 2010: Halo: Reach jako żołnierz 2
- 2011: L.A. Noire jako Hugo Moller